# Select (فراخوان سیستمی)

select()‎ نام یک فراخوان سیستمی و رابط برنامه‌نویسی نرم‌افزار در سیستم‌عامل‌های شبه یونیکس و سازگار با استاندارد پازیکس است. از این فراخوان سیستمی، برای بررسی کردن وضعیت مجموعه‌ای از توصیف‌گرهای پرونده استفاده می‌شود. به کمک این فراخوان سیستمی، می‌توان تشخیص داد که در یک مجموعه از توصیف‌گرهای فایل، کدام یک از توصیف‌گرها آماده خواندن یا نوشتن هستند یا یک شرایط استثناء برای آنها پیش آمده است. فراخوان سیستمی select()‎ مشابه فراخوان poll()‎ در SysV و سیستم‌عامل‌های جدیدتر است. در زبان برنامه‌نویسی سی، فراخوان سیستمی select()‎ معمولاً در فایل unistd.h تعریف شده است و تعداد کمی از سیستم‌عامل‌ها هم این فراخوان را در فایل سرایند sys/select.h تعریف کرده‌اند. این فراخوان به شکل زیر اعلان شده است:
```
int
 
select
(
int
 
nfds
,
 
fd_set
 
*
readfds
,
 
fd_set
 
*
writefds
,
 
fd_set
 
*
errorfds
,
 
struct
 
timeval
 
*
timeout
);

```

| آرگومان  | توضیح |
| -------- | --- |
| nfds     | بزرگ‌ترین توصیف‌گر پرونده در همه مجموعه‌ها، به علاوه یک. |
| readfds  | این پارامتر که از نوع fd_set است، در حین فراخوانایی تابع، باید توسط برنامه‌نویس پر شود و نشان‌دهنده توصیف‌گرهایی است که باید آماده بودن آنها جهت انجام عمل خواندن بررسی شود. در خروجی و پس از اجرای select()‎، این پارامتر توسط تابع تغییر می‌کند و نشان‌دهنده توصیف‌گرهایی است که اطلاعات در آنها آماده خواندن است. اگر نمی‌خواهید هیچ توصیف‌گری را جهت آماده بودن برای خواندن بررسی کنید، می‌توانید این پارامتر را با NULL مقدار دهی کنید. |
| writefds | این پارامتر که از نوع fd_set است، در حین فراخوانایی تابع، باید توسط برنامه‌نویس پر شود و نشان‌دهنده توصیف‌گرهایی است که باید آماده بودن آنها جهت انجام عمل نوشتن بررسی شود. در خروجی و پس از اجرای select()‎، نشان‌دهنده توصیف‌گرهایی است که اطلاعات در آنها آماده نوشتن است. اگر نمی‌خواهید هیچ توصیف‌گری را جهت آماده بودن برای نوشتن بررسی کنید، می‌توانید این پارامتر را با NULL مقدار دهی کنید.                                        |
| errorfds | این پارامتر که از نوع fd_set است، در حین فراخوانایی تابع، باید توسط برنامه‌نویس پر شود و نشان‌دهنده توصیف‌گرهایی است که باید بررسی شوند تا معلوم شود که آیا دارای استثنا هستند یا نه. این پارامتر در خروجی و پس از اجرای select()‎، نشان‌دهنده توصیف‌گرهایی است که دارای شرایط استثنا هستند. اگر نمی‌خواهید هیچ توصیف‌گری را جهت قرار داشتن در شرایط استثنا بررسی کنید، می‌توانید این پارامتر را با NULL مقدار دهی کنید.                    |
| timeout  | این پارامتر ساختاری از نوع timeval است. این پارامتر مشخص می‌کند که select()‎ حداکثر باید تا چه مدت زمانی توصیفگرها را بررسی کند. اگر اعضای این ساختار با 0 مقداردهی شده باشند، select()‎ بلوکه نخواهد شد. اگر این پارامتر NULL باشد، select()‎ برای یک مدت زمان تعریف نشده بلوکه می‌شود. |

چندین ماکرو هم برای مدیریت کردن مجموعه‌ها تدارک دیده شده است که به صورت زیر هستند:
```
FD_SET
(
fd
,
 
&
fdset
);

FD_CLR
(
fd
,
 
&
fdset
);

FD_ISSET
(
fd
,
 
&
fdset
);

FD_ZERO
(
&
fdset
);

```

ماکروی FD_SET توصیف‌گر fd را به مجموعه fdset اضافه می‌کند. ماکروی FD_CLR توصیف‌گر fd را از مجموعه fdset حذف می‌کند. ماکرو FD_ISSET بررسی می‌کند که آیا توصیف‌گر fd در مجموعه fdset قرار دارد یا نه. ماکرو FD_ZERO هم کل مجموعه fdset را خالی می‌کند. 
select()‎ تعداد کل توصیف‌گرهایی که در مجموعه‌های readfds و writefds و errorfds در حالت آماده قرار دارند را برمی‌گرداند. اگر خطایی اتفاق بیفتد، مقدار ‎-1 برمی‌گردد و متغیر سراسری errno مقداردهی می‌شود. اگر مهلت زمانی به پایان برسد، مقدار صفر برمی‌گردد. با NULL قرار دادن سه پارامتر readfds، writefds و errorfds، می‌توان تایمری با دقت بالاتر نسبت به sleep()‎ داشت.
select()‎ در اکثر سیستم‌عامل‌ها وجود دارد و از قابلیت حمل بالایی برخوردار است، اما سرعت آن به نسبت پایین است. libevent می‌تواند یک جایگزین سریع‌تر برای select()‎ باشد.

## مثال
```
#include
 
<stdio.h>

#include
 
<stdlib.h>

#include
 
<string.h>

#include
 
<sys/types.h>

#include
 
<sys/socket.h>

#include
 
<netinet/in.h>

#include
 
<netdb.h>

#include
 
<sys/select.h>

#include
 
<fcntl.h>

#include
 
<unistd.h>

#include
 
<errno.h>

#define PORT "9421"

/* function prototypes */

void
 
die
(
const
 
char
*
);

int
 
main
(
int
 
argc
,
 
char
 
**
argv
)

{

	
int
 
sockfd
,
 
new
,
 
maxfd
,
 
on
 
=
 
1
,
 
nready
,
 
i
;

	
struct
 
addrinfo
 
*
res0
,
 
*
res
,
 
hints
;

	
char
 
buffer
[
BUFSIZ
];

	
fd_set
 
master
,
 
readfds
;

	
ssize_t
 
nbytes
;

	
(
void
)
memset
(
&
hints
,
 
'\0'
,
 
sizeof
(
struct
 
addrinfo
));

	
hints
.
ai_family
 
=
 
AF_INET
;

	
hints
.
ai_socktype
 
=
 
SOCK_STREAM
;

	
hints
.
ai_protocol
 
=
 
IPPROTO_TCP
;

	
hints
.
ai_flags
 
=
 
AI_PASSIVE
;

	
if
(
-1
 
==
 
(
getaddrinfo
(
NULL
,
 
PORT
,
 
&
hints
,
 
&
res0
)))

		
die
(
"getaddrinfo()"
);

	
for
(
res
 
=
 
res0
;
 
res
;
 
res
 
=
 
res
->
ai_next
)

	
{

		
if
(
-1
 
==
 
(
sockfd
 
=
 
socket
(
res
->
ai_family
,
 
res
->
ai_socktype
,
 
res
->
ai_protocol
)))

		
{

			
perror
(
"socket()"
);

			
continue
;

		
}

		
if
(
-1
 
==
 
(
setsockopt
(
sockfd
,
 
SOL_SOCKET
,
 
SO_REUSEADDR
,
 
(
char
*
)
&
on
,
 
sizeof
(
int
))))

		
{

			
perror
(
"setsockopt()"
);

			
continue
;

		
}

		
if
(
-1
 
==
 
(
bind
(
sockfd
,
 
res
->
ai_addr
,
 
res
->
ai_addrlen
)))

		
{

			
perror
(
"bind"
);

			
continue
;

		
}

		
break
;

	
}

	
if
(
-1
 
==
 
sockfd
)

		
exit
(
EXIT_FAILURE
);

	
freeaddrinfo
(
res0
);

	
if
(
-1
 
==
 
(
listen
(
sockfd
,
 
32
)))

		
die
(
"listen()"
);

	
if
(
-1
 
==
 
(
fcntl
(
sockfd
,
 
F_SETFD
,
 
O_NONBLOCK
)))

		
die
(
"fcntl()"
);

	
FD_ZERO
(
&
master
);

	
FD_ZERO
(
&
readfds
);

	

	
FD_SET
(
sockfd
,
 
&
master
);

	
maxfd
 
=
 
sockfd
;

	
for
(;;)

	
{

		
memcpy
(
&
readfds
,
 
&
master
,
 
sizeof
(
master
));

		
(
void
)
printf
(
"running select()
\n
"
);

		
if
(
-1
 
==
 
(
nready
 
=
 
select
(
maxfd
+
1
,
 
&
readfds
,
 
NULL
,
 
NULL
,
 
NULL
)))

			
die
(
"select()"
);

		
(
void
)
printf
(
"Number of ready descriptor: %d
\n
"
,
 
nready
);

		
for
(
i
=
0
;
 
i
<=
maxfd
 
&&
 
nready
>
0
;
 
i
++
)

		
{

			
if
(
FD_ISSET
(
i
,
 
&
readfds
))

			
{

				
nready
--
;

				
if
(
i
 
==
 
sockfd
)

				
{

					
(
void
)
printf
(
"Trying to accept() new connection(s)
\n
"
);

					
if
(
-1
 
==
 
(
new
 
=
 
accept
(
sockfd
,
 
NULL
,
 
NULL
)))

					
{

						
if
(
EWOULDBLOCK
 
!=
 
errno
)

							
die
(
"accept()"
);

						
break
;

					
}

					

					
else

					
{

						
if
(
-1
 
==
 
(
fcntl
(
new
,
 
F_SETFD
,
 
O_NONBLOCK
)))

							
die
(
"fcntl()"
);

						
FD_SET
(
new
,
 
&
master
);

						
if
(
maxfd
 
<
new
)

							
maxfd
 
=
 
new
;

					
}

				
}

				
else

				
{

					
(
void
)
printf
(
"recv() data from one of descriptors(s)
\n
"
);

					
nbytes
 
=
 
recv
(
i
,
 
buffer
,
 
sizeof
(
buffer
),
 
0
);

					
if
(
nbytes
 
<=
 
0
)

					
{

						
if
(
EWOULDBLOCK
 
!=
 
errno
)

							
die
(
"recv()"
);

						
break
;

					
}

					
buffer
[
nbytes
]
 
=
 
'\0'
;

					
printf
(
"%s"
,
 
buffer
);

					

					
(
void
)
printf
(
"%zi bytes received.
\n
"
,
 
nbytes
);

					
close
(
i
);

					
FD_CLR
(
i
,
 
&
master
);

				
}

			
}

		
}

	
}

	
return
 
0
;

}

void
 
die
(
const
 
char
 
*
msg
)

{

	
perror
(
msg
);

	
exit
(
EXIT_FAILURE
);

}

```